# Partido Liberal Colombiano
O Partido Liberal Colombiano é um partido político de Centro-esquerda da Colômbia, fundado em 16 de julho de 1848, e atualmente é o partido de maior representação individual no Congresso. Foi fundado como um partido liberal laissez-faire, mas posteriormente desenvolveu uma tradição mais social-liberal, juntando-se à Internacional Socialista em 1999. 
O Partido Liberal tem eleito vários presidentes da Colômbia.

## Resultados eleitorais
| Data | Candidato apoiado        | 1ª Volta                 | 1ª Volta                 | 2ª Volta                 | 2ª Volta                 |
| Data | Candidato apoiado        | Votos                    | %                        | Votos                    | %                        |
| ---- | ------------------------ | ------------------------ | ------------------------ | ------------------------ | ------------------------ |
| 1914 | Nicolas Esguerra         | 36 763                   | 10,9 (#2)                |                          |                          |
| 1918 | Guillermo Valencia       | 160 498                  | 40,0 (#2)                |                          |                          |
| 1922 | Benjamin Herrera         | 256 231                  | 38,2 (#2)                |                          |                          |
| 1926 | Nenhum candidato apoiado | Nenhum candidato apoiado | Nenhum candidato apoiado | Nenhum candidato apoiado | Nenhum candidato apoiado |
| 1930 | Enrique Herrera          | 369 934                  | 44,9 (#1)                |                          |                          |
| 1934 | Alfonso López Pumarejo   | 938 608                  | 99,6 (#1)                |                          |                          |
| 1938 | Eduardo Santos           | 511 947                  | 100 (#1)                 |                          |                          |
| 1942 | Alfonso López Pumarejo   | 673 169                  | 58,6 (#1)                |                          |                          |
| 1946 | Gabriel Turbay           | 441 199                  | 32,3 (#2)                |                          |                          |
| 1949 | Boicote                  | Boicote                  | Boicote                  | Boicote                  | Boicote                  |
| 1958 | Alberto Lleras Camargo   | 2 482 948                | 80,1 (#1)                |                          |                          |
| 1962 | Candidatura inválida     | Candidatura inválida     | Candidatura inválida     | Candidatura inválida     | Candidatura inválida     |
| 1966 | Carlos Lleras Restrepo   | 1 891 175                | 71,8 (#1)                |                          |                          |
| 1970 | Nenhum candidato apoiado | Nenhum candidato apoiado | Nenhum candidato apoiado | Nenhum candidato apoiado | Nenhum candidato apoiado |
| 1974 | Alfonso López Michelsen  | 2 929 719                | 56,3 (#1)                |                          |                          |
| 1978 | Julio César Turbay Ayala | 2 503 681                | 49,5 (#1)                |                          |                          |
| 1982 | Alfonso López Michelsen  | 2 797 627                | 41,0 (#2)                |                          |                          |
| 1986 | Virgilio Barco Vargas    | 4 214 510                | 58,7 (#1)                |                          |                          |
| 1990 | César Gaviria            | 2 891 808                | 48,2 (#1)                |                          |                          |
| 1994 | Ernesto Samper           | 2 623 210                | 45,3 (#1)                | 3 733 336                | 51,1 (#1)                |
| 1998 | Horacio Serpa            | 3 696 334                | 34,4 (#1)                | 5 658 518                | 48,1 (#2)                |
| 2002 | Horacio Serpa            | 3 514 779                | 32,4 (#2)                |                          |                          |
| 2006 | Horacio Serpa            | 1 401 173                | 11,8 (#3)                |                          |                          |
| 2010 | Rafael Pardo             | 638 302                  | 4,4 (#6)                 |                          |                          |
| 2014 | Juan Manuel Santos       | 3 301 815                | 25,7 (#2)                | 7 816 986                | 51,0 (#1)                |